# Banca Popolare di Brescia
La Banca Popolare di Brescia fu un istituto di credito operante nella provincia di Brescia tra il 1871 e il 1895.

## Storia
La banca fu costituita da un gruppo di politici, commercianti e imprenditori legati alla Sinistra storica bresciana per dare un sostegno finanziario alle attività commerciali della città e della provincia di Brescia, secondo i principi di Schulze-Delitzsch e di Luigi Luzzati.
Nel novembre e dicembre 1871, presso Palazzo Bargnani si tennero le prime assemblee dei soci che elessero Antonio Barbieri alla Presidenza e il primo comitato di sconto.
La costituzione della banca avvenne il 22 gennaio 1872. Nei due anni seguenti, alla sede cittadina si affiancarono altri quattro sportelli nella provincia: a Chiari e a Iseo, nel 1873, e a Verolanuova e ad Asola, nel 1874. Nel 1876, il capitale sociale fu elevato da 300.000 lire a 1.250.000 lire.
Nel 1877, sostituì la Banca Provinciale Bresciana nella gestione dell'esattoria comunale. L'incarico fu mantenuto fino al 1892.
Nel novembre 1880 la filiale asolana fu soppressa a causa di dissidi sulla nomina di un nuovo direttore di sportello; i soci di questa succursale tentarono di costuituire una banca autonoma, ma non ci riuscirono e furono liquidati nel febbraio seguente. Nel 1886 la filiale clarense divenne autonoma in quanto i soci costituirono la Banca Popolare di Chiari.
Dopo la morte di Antonio Barbieri, nel 1887 Bortolo Benedini subentrò alla presidenza dell'istituto. Nel 1891, questi fu sostituito da Giovanni Antonio Facchi, figlio dell'onorevole Gaetano Facchi.
Nel corso del 1893, la fiducia dell'opinione pubblica verso gli istituti bancari fu indebolita dallo scandalo della Banca Romana. In quell'anno un evento luttuoso, che coinvolse un dirigente della Banca Popolare di Brescia, favorì una corsa agli sportelli da parte di molti depositanti. La Banca andò in crisi e fu messa in liquidazione. Nel 1895 il mandato liquidatorio fu assunto dalla Banca Commerciale di Brescia, una società di credito istituita nello stesso anno da un gruppo di commercianti e imprenditori vicini a Zanardelli.

## Presidenti
- Antonio Barbieri (1871-1878 e 1881-1886)
- Gaetano Mazzoleni (1878-1881)
- Bortolo Benedini (1887-1891)
- Giovanni Antonio Facchi (1891-1895)